# Lampedusa e Linosa
Lampedusa e Linosa is een gemeente in de Italiaanse provincie Agrigento (regio Sicilië), die bestaat uit de eilanden Lampedusa, Linosa en het onbewoonde eiland Lampione. De gemeente telt 6066 inwoners (31-12-2004). De oppervlakte bedraagt 25,5 km², de bevolkingsdichtheid is 238 inwoners per km².
De volgende frazioni maken deel uit van de gemeente: Lampedusa, Linosa, Cala Creta, Cala Francese, Grecale, Terranova.

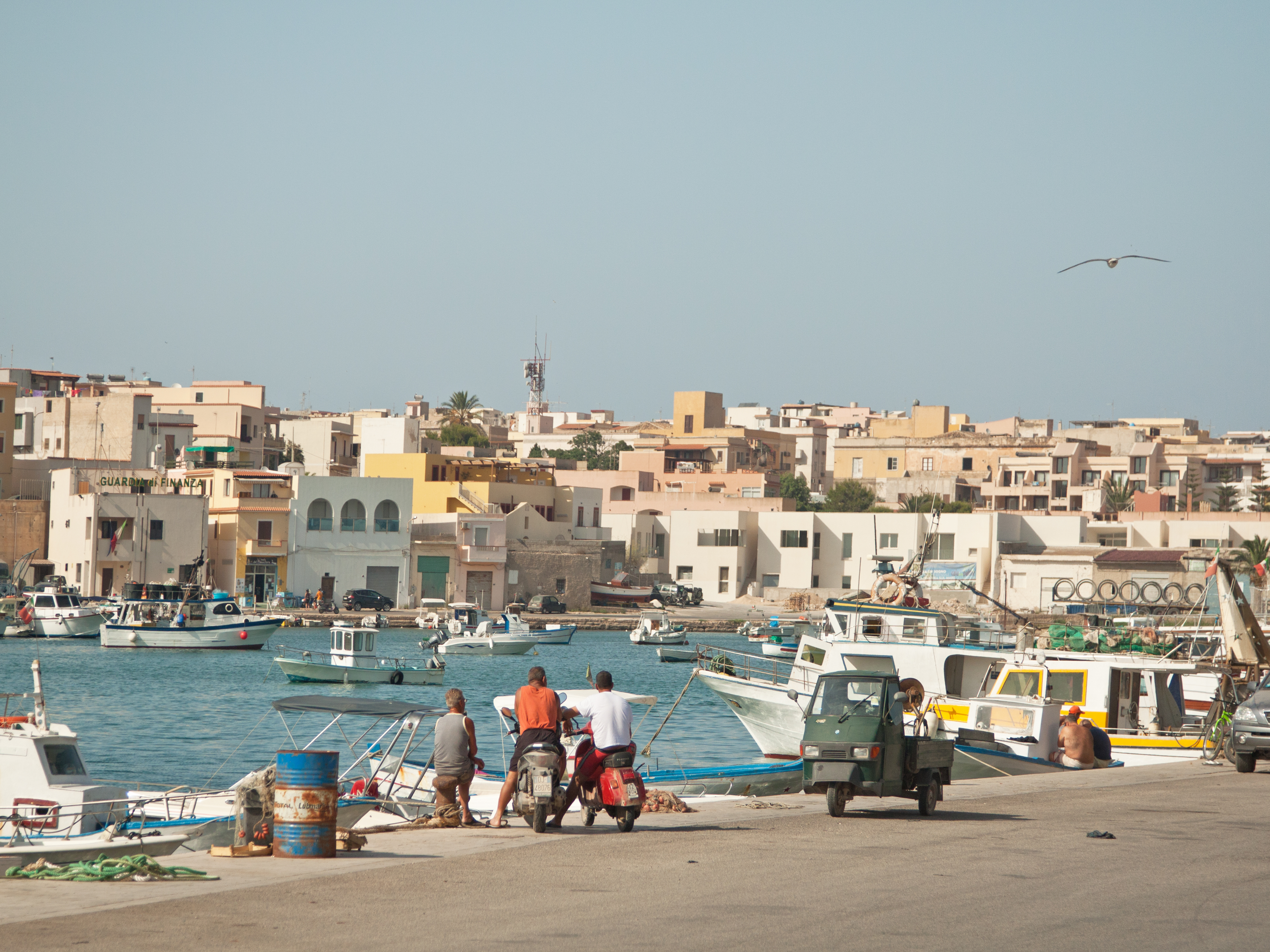
Uitzicht over Lampedusa
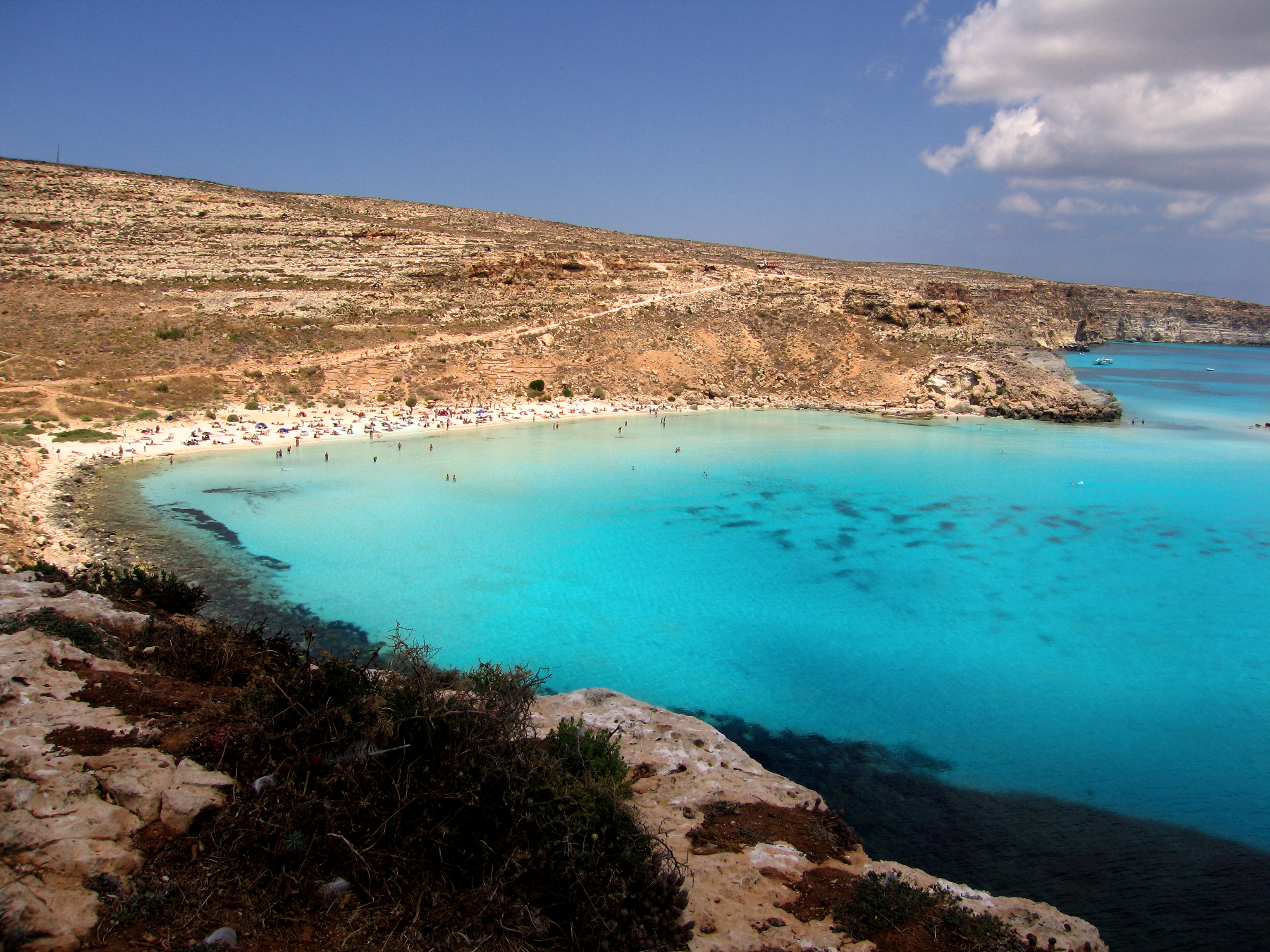
Baai
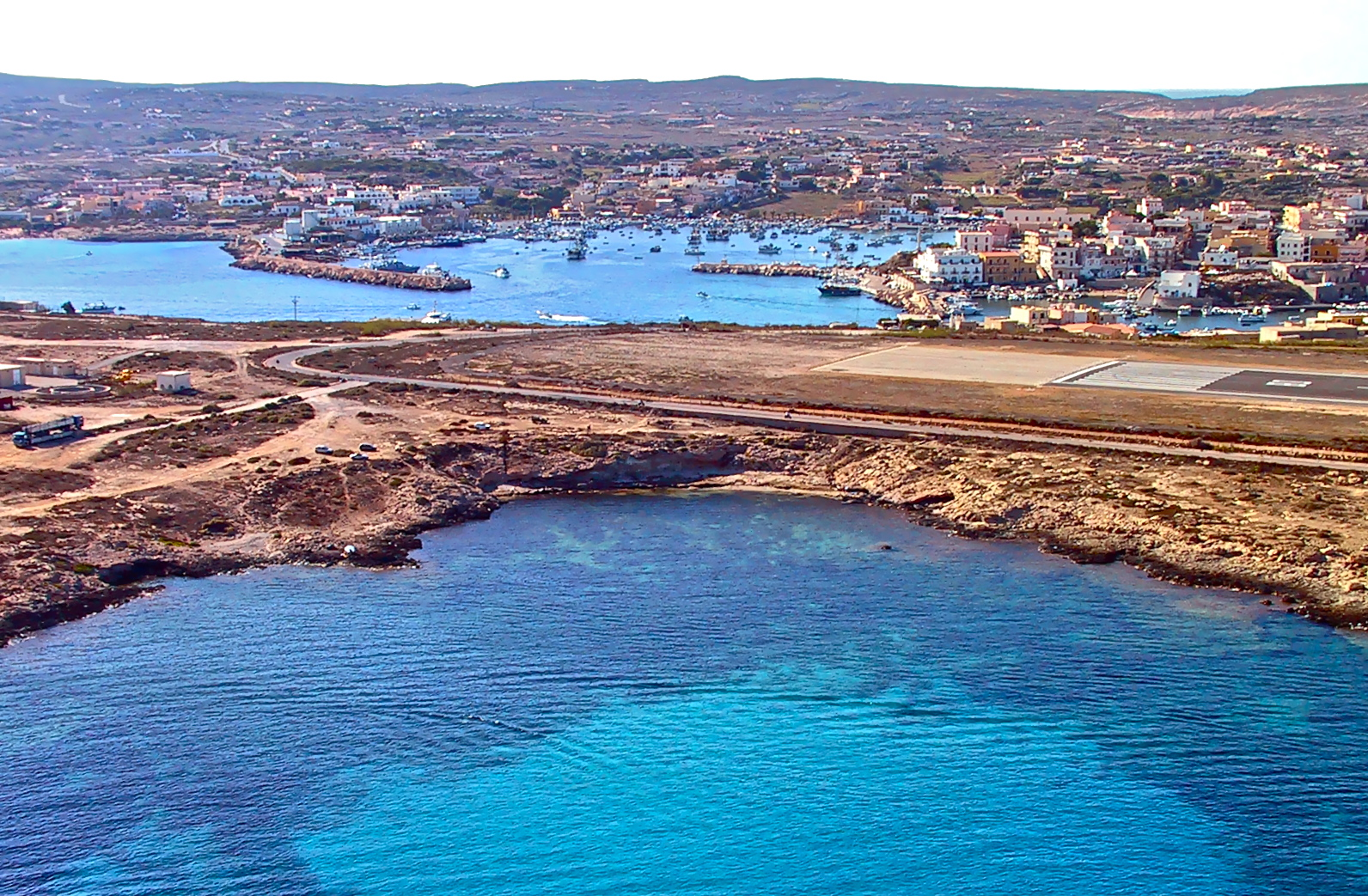
Vliegveld bij Lampedusa

## Demografie
Lampedusa e Linosa telt ongeveer 2116 huishoudens. Het aantal inwoners steeg in de periode 1991-2001 met 1,8% volgens cijfers uit de tienjaarlijkse volkstellingen van ISTAT.
| Jaar | Inwoneraantal |
| ---- | ------------- |
| 1991 | 5624          |
| 2001 | 5725          |